# بشليقة
بشليقة من المدن التاريخية بالجزائر واسمها محرف من بازيليكا وورد اسمها في العديد من المصادر التاريخية وأصبحت من الخرائب وتقع حاليا قرب مدينة المسيلة.